# Ibn Abi Usaybi'a
Ibn Abī Uṣaybiʿa, in arabo ابن أبي أصيبعة موفق الدين أبو العباس أحمد بن القاسم بن خليفة الشعري الخزرجي‎?, Ibn Abī Uṣaybiʿa Muwaffaq al-Dīn Abū l-ʿAbbās Aḥmad b. al-Qāsim b. Khalīfa al-Shiʿrī al-Khazrajī (Damasco, 1194 – 1270), è stato un medico e storico arabo, discendente della tribù medinese dei Banu Khazraj.
Figlio di un oculista, studiò medicina a Damasco, nel Bimaristān Nūrī (così chiamato perché fatto costruire dal Sultano zengide Norandino, il cui vero nome era Nur al-Din b. Zanki) e al Cairo. Nel 1236 fu nominato medico del nuovo ospedale (Bimaristān al-Nāṣirī) fatto costruire al Cairo dal Sultano mamelucco Qalawun, ma lasciò l'anno dopo quel posto, dal momento che accettò la proposta dall'Emiro-vizir ʿIzz al-Dīn Aybak al-Muʿaẓẓamī di Damasco di assumere l'omologa carica nell'ospedale di Sarkhad o Salkhad (la Salka biblica), nel Sud della Siria. Qui visse e morì.

## Vite dei medici
Scrisse gli ʿUyūn al-anbāʾ fī ṭabaqāt al-aṭibbāʾ (in arabo عيون الأنباء في طبقات الأطباء‎?), ossia Vite dei medici, ricca di 380 biografie di celebri medici dell'antichità e dei suoi tempi (malgrado varie imprecisioni), la cui prima edizione fu da lui dedicata, nel 1245-1246, al vizir di Damasco. La stessa fu ampliata, sebbene si ignori se la nuova edizione uscisse per il pubblico interessato nel corso della vita del suo autore. 
Un'edizione dell'opera fu curata da August Müller (Königsberg, 1884). Il lavoro è rilevante anche come fonte per ricostruire la biografia di Aristotele. Il suo materiale relativo alla biografia di Pitagora è incluso come appendice al lavoro di Angelo R. Sodano.